# Nikolai Sxerbatxov
Nikolai Vladímirovitx Sxerbatxov, rus: Никола́й Влади́мирович Щербачёв (Sant Petersburg, 2 d'agost de 1853 - Pantin (barri de París), 1 d'octubre de 1922), fou un compositor i pianista rus. Malgrat tenir el mateix cognom, no era un germà, sinó només un parent llunyà del compositor Vladímir Sxerbatxov.
Va fer els primers estudis a Roma, i s'incorporà, des del seu retorn a Rússia, al moviment nacionalista.
La llista de les seves composicions més destacades inclou una Serenata per a orquestra i dos Idil·lis, nombroses obres per a piano i lieder sobre poesies d'Heine i Tolstoi.